# Instituto Español de Oceanografía
El Instituto Español de Oceanografía (IEO) de España es un organismo público de investigación, adscrito como centro nacional al Consejo Superior de Investigaciones Científicas (CSIC). Su objeto de estudio son las condiciones físicas, químicas y biológicas de los mares que bañan el litoral español, con sus aplicaciones a los problemas de la pesca, siendo su misión actual la investigación y el desarrollo tecnológico, incluida la transferencia de conocimientos, sobre la mar y sus recursos.
El IEO no se limita a realizar investigación básica y aplicada, también asesora científica y tecnológicamente al Gobierno de España, a los gobiernos autonómicos españoles y a la Unión Europea, en asuntos relacionados con la oceanografía y las ciencias del mar. De hecho, según la Ley de Pesca Marítima de 2001, el IEO es el organismo investigador y asesor para la política sectorial pesquera del Gobierno. Además, es el representante científico y tecnológico de España en la mayoría de los foros y organismos internacionales relacionados con el mar y sus recursos.
Desde julio de 2020 su dirección recae en Javier Tomás Ruiz Segura.

## Funciones
Es un organismo autónomo, clasificado como Organismo Público de Investigación (como lo son el CSIC, el  Instituto de Astrofísica de Canarias   (IAC) o el IGME, entre otros), dependiente del Ministerio de Ciencia, Innovación y Universidades. El IEO tiene como misión la investigación y el desarrollo tecnológico, incluida la transferencia de conocimientos, sobre la mar y sus recursos. Sus funciones son de investigación científica y de asesoramiento técnico y respaldo al gobierno. Funcionalmente se divide en tres áreas, respectivamente dedicadas a los recursos pesqueros, la acuicultura y la conservación del medio marino.
Su publicación principal es el Boletín. Instituto Español de Oceanografía, una revista científica  que se publica, con distintas cabeceras, desde 1916.
El Instituto orienta sus investigaciones preferentemente a los problemas relativos a la explotación de los recursos pesqueros y a la contaminación, siendo otra de sus funciones el asesoramiento de las administraciones públicas en cuanto a la gestión racional y la protección del medio marino. Como organismo del gobierno, representa a España en las negociaciones internacionales, incluidas las bilaterales con países como Mauritania, Marruecos, Canadá… en cuyos bancos faenan los pesqueros españoles; como en las multilaterales, en el seno de las diversas comisiones internacionales.

## Medios
Como organismo nacional, cuenta con una red de centros distribuida. La sede central se encuentra en Madrid, y cuenta además con centros en La Coruña, Cádiz, Fuengirola (Málaga), Gijón (Asturias), Palma de Mallorca (Baleares), San Pedro del Pinatar (Murcia), Santander (Cantabria), Santa Cruz de Tenerife y Vigo (Pontevedra). Además tiene plantas de experimentación en cultivos marinos en El Bocal en  Santander (Cantabria), Mazarrón (Murcia), Santa Cruz de Tenerife y Vigo (Pontevedra).
Además de otras embarcaciones menores, el Instituto posee una flota de varios buques oceanográficos (B/O) de entre 14,3 y 46,7 metros de eslora: Lura (14,3 m de eslora), J.Mª. Navaz (15,8 m), Francisco de P. Navarro (30,5 m), Ramón Margalef (46,7 m) y Ángeles Alvariño  (46,7 m).
En cooperación con el Instituto Francés de Investigación para la Explotación del Mar (IFREMER), el IEO contribuyó a financiar la construcción del buque de 75 metros de eslora Thalassa. Este buque era gestionado por IFREMER, y fue empleado dos meses al año por el IEO hasta 2012, cuando venció el acuerdo de utilización.

## Historia
El IEO fue fundado en 1914 por Odón de Buen, partiendo de la integración de la Estación de Biología Marina de Santander, fundada en 1886 y dependiente de la Universidad de Valladolid, el laboratorio de Porto Pi (Baleares), que él mismo había creado en 1906, desde su posición de catedrático de la Universidad de Barcelona, y la estación de Málaga. En ese momento se sumaron dos nuevos laboratorios, el de Vigo (Pontevedra) y el de Santa Cruz de Tenerife.
El Instituto pasó tiempos difíciles durante la Guerra Civil, y en las décadas siguientes, operando con recursos mínimos pero manteniendo la presencia de España en los organismos internacionales.
A partir de los últimos años de la década de 1970, los recursos y las atribuciones se volvieron más importantes, ampliándose la plantilla significativamente en 1986. A lo largo de su historia el IEO ha dependido de muy diversos ministerios, estando actualmente adscrito a la Secretaría General de Investigación del Ministerio de Ciencia e Innovación.
En junio de 2010 Eduardo Balguerías Guerra comenzó a dirigir el organismo, estando la Secretaría General dirigida por María Dolores Menéndez Company desde 2010 a 2017, por Miguel Ángel Rodríguez Villanueva desde 2017 a 2019 y por Blanca González Lorenzo desde noviembre de 2019.

### Problemas administrativos
En marzo de 2018, la situación de colapso administrativo del organismo llevó a 322 trabajadores, más del 60% de la plantilla, a firmar un Manifiesto Público en Defensa del IEO. No fue hasta la publicación de los graves fallos de gestión, en febrero de 2020, cuando el entonces director del Organismo, Eduardo Balguerías Guerra, presentó su dimisión, que fue aceptada por el secretario general de Investigación, Rafael Rodrigo, nombrando director en funciones a Rafael González-Quirós, y continuando Blanca González Lorenzo como secretaria general.
En junio de 2020, la situación administrativa continuaba deteriorándose, hasta el punto que la secretaria general, Blanca González Lorenzo, tras denunciar todas las deficiencias de gestión que se llevaban produciendo en el Organismo durante años y de forma más acentuada desde que se le eximió del control de la Intervención Delegada, todo ello detectado en los apenas 7 meses que llevaba en el cargo, días después presentaba su dimisión, seguida por la dimisión del director del Oceanográfico de Baleares, Antoni Quetglas. Una marcha en ambos casos por la situación del Instituto, según reflejó la prensa en ese momento.
Continuando con esta deriva del IEO, el 23 de junio dimitió el director en funciones, Rafael González-Quirós, y entre otras razones alegó «la sensación de falta de respaldo y confianza por parte de la Secretaría General de Investigación y el escaso apoyo del Ministerio de Ciencia». Ese mismo día se incorporó como secretario general del IEO, Iñaki Sanjuán Pérez, que llegó a la sede central del Instituto acompañado por su homólogo del CSIC, Alberto Sereno. Días más tarde, el Ministerio de Ciencia e Innovación, anunció en su web el nombramiento de Javier Tomás Ruiz Segura como nuevo director, así como una serie de medidas urgentes.
En julio de 2020 el ministro de Ciencia, Pedro Duque, anunció los planes del Gobierno para integrar el IEO, junto a otros organismos públicos de investigación, en el Consejo Superior de Investigaciones Científicas (CSIC) como solución al colapso administrativo que estaba atravesando, dejando de ser un organismo independiente. En marzo de 2021 se hizo efectiva esta integración, pasando a ser un centro nacional del CSIC.

## Directores
| Titular                           | Inicio | Final |
| --------------------------------- | ------ | ----- |
| Javier Tomás Ruiz Segura          | 2020   | -     |
| Rafael González-Quirós            | 2020   | 2020  |
| Eduardo Balguerías Guerra         | 2010   | 2020  |
| Enrique Tortosa Martorell         | 2008   | 2010  |
| Concepción Soto Calvo             | 2004   | 2008  |
| Octavio Llinás González           | 2003   | 2004  |
| Álvaro Fernández García           | 1996   | 2003  |
| Rafael Robles Pariente            | 1986   | 1996  |
| Orestes Cendrero Uceda            | 1983   | 1986  |
| Miguel Oliver Massutí             | 1968   | 1982  |
| Juan Cuesta Urcelay               | 1961   | 1967  |
| Francisco de Paula Navarro Martín | 1940   | 1960  |
| Odón de Buen y del Cos            | 1914   | 1940  |

## Centros
- Centro Oceanográfico de Vigo
- Centro Oceanográfico de Santander
- Centro Oceanográfico de La Coruña
- Centro Oceanográfico de Gijón
- Centro Oceanográfico de Baleares
- Centro Oceanográfico de Murcia
- Centro Oceanográfico de Málaga
- Centro Oceanográfico de Cádiz
- Centro Oceanográfico de Canarias

## Flota
- Flota Oceanográfica Española
- Nuevo buque oceanográfico multipropósito de ámbito global (BOMAG) en construcción aprobado en el año 2020[17][18]
- B/O Ángeles Alvariño (2012)
- B/O Ramón Margalef (2011)
- B/O Francisco de Paula Navarro (1987)
- B/O Lura (1981)
- ROV Liropus (ROV Sumergible)[17]

## Áreas de investigación
- Área de Pesquerías
- Área de Acuicultura
- Área de Medio Marino y Protección Ambiental